# Hude (Oldenburg)
Hude (Oldenburg), amtlich Hude (Oldb), ist eine Gemeinde zwischen Oldenburg (Oldb) und Bremen. Sie gehört zum Landkreis Oldenburg in Niedersachsen und ist einer der so genannten Hude-Orte.

## Geografie

### Lage
Die Gemeinde liegt am Rande der leicht hügeligen Wildeshauser Geest und wird durch zahlreiche Bachläufe sowie sumpfiges Gelände geprägt.
- Höchster Geländepunkt: 31,5 m ü. NHN (Hohenbökener Weg)
- Tiefster Geländepunkt: 0,2 m unter NHN (Hollersiel)

### Gemeindegebiet
Die Gesamtfläche der Gemeinde beträgt 124,6 km², davon werden 9290 ha landwirtschaftlich genutzt. Der Rest besteht aus Waldland (1146 ha) und bebauten Flächen sowie Straßenland (898 ha).

### Gemeindegliederung
Zur Gemeinde Hude gehören folgende Ortsteile:
| - Altmoorhausen - Hemmelsberg - Holle - Holler-Neuenwege - Hudermoor - Hurrel - Kirchkimmen - Lintel - Langenberg - Maibusch - Nordenholz | - Nordenholzermoor - Oberhausen - Tweelbäke-Ost - Vielstedt - Wüsting-Grummersort - Wüsting-Wraggenort - Hude Süd - Hude Nord |

## Geschichte
1232 wurde Hude in den Annales Cistercienses erstmals urkundlich erwähnt, und zwar aus Anlass der Errichtung des Zisterzienserklosters. 1536 wurde das Kloster aufgehoben und die Klostergebäude weitgehend abgerissen, so dass fast nur noch Ruinen vorhanden sind. Die einstige Torkapelle blieb erhalten; sie ist die heutige Elisabethkirche, Pfarrkirche von Hude. Auch das ehemalige Abtshaus besteht noch; nach Verwendung als Jagdschloss wurde es um 1800 zum Herrenhaus umgebaut. Die Schule Von-Witzleben-Allee 4 wurde 1838 gebaut.
1867 wurde die Bahnstrecke Bremen–Oldenburg eröffnet und 1873 die Bahnstrecke Hude–Nordenham.
Hude gehörte bis zum 31. Dezember 2004 zum Regierungsbezirk Weser-Ems, der infolge einer Verwaltungsreform mit Ablauf dieses Datums aufgelöst wurde.
Im August 2009 feierte Hude sein 777-jähriges Bestehen.

### Ortsname
Alte Bezeichnungen des Ortes sind um 1232 (Ersterwähnung) Hude an der Berne, 1234 Hudha und um 1242 Huda, Hudha, dort auch ein Dorf Hudermoor.
Der Wortbestandteil -hude ist in Hude bei Bremen, Ritterhude, Winterhude, Steinhude enthalten. Er stammt aus dem Mittelniederdeutschen „hûde“ und steht für „Holzlagerplatz, Stapelplatz an einer Wasserverbindung, Fährstelle“. Verwandt ist das Wort mit dem Altenglischen „hyð“ und bedeutet: „Platz, der das Schiff bei der Landung aufnimmt, ein passendes niedriges Ufer, ein kleiner Hafen“. Bei dem Namen handelt es sich um eine Ortsnamensippe, die zeigt, dass die germanischen Besiedler Englands in erster Linie aus Niedersachsen gekommen sind. Schon vor mehr als 100 Jahren wurde vom Sprachforscher Hermann Jellinghaus angenommen, dass die -hude-Namen „ein starkes Zeugnis für die Herkunft des Stammes der südenglischen Bevölkerung aus der niederdeutschen Ebene“ seien.

### Eingemeindungen
Am 1. Juli 1972 wurde die zuvor selbständige Gemeinde Wüsting im Rahmen der Gebietsreform in Niedersachsen in die Gemeinde Hude eingegliedert.

### Einwohnerentwicklung
| Jahr | Einwohner | Quelle      |
| ---- | --------- | ----------- |
| 1905 | 3.452     | [ 5 ]       |
| 1910 | 3.864     | [ 5 ] [ 6 ] |
| 1950 | 8.302     | [ 7 ]       |
| 1956 | 7.642     | [ 7 ]       |
| 1973 | 11.2050   | [ 8 ]       |
| 1975 | 11.705 ¹  | [ 9 ]       |
| 1980 | 11.977 ¹  | [ 9 ]       |
| 1985 | 12.038 ¹  | [ 9 ]       |

| Jahr | Einwohner | Quelle |
| ---- | --------- | ------ |
| 1990 | 12.383 ¹  | [ 9 ]  |
| 1995 | 13.729 ¹  | [ 9 ]  |
| 2000 | 15.295 ¹  | [ 9 ]  |
| 2005 | 15.715 ¹  | [ 9 ]  |
| 2010 | 15.777 ¹  | [ 9 ]  |
| 2015 | 16.166 ¹  | [ 9 ]  |
| 2020 | 16.052 ¹  | [ 9 ]  |
| 0    | 0         | 0      |

¹ jeweils zum 31. Dezember
|  |

## Politik

### Gemeinderat
Der Rat der Gemeinde Hude hat 32 Mitglieder. Dies ist die festgelegte Anzahl für eine Gemeinde mit einer Einwohnerzahl zwischen 15.001 und 20.000 Einwohnern. Die Ratsmitglieder werden durch eine Kommunalwahl für jeweils fünf Jahre gewählt. Die aktuelle Amtszeit begann am 1. November 2021 und endet am 31. Oktober 2026.
Stimm- und sitzberechtigt im Gemeinderat ist außerdem der hauptamtliche Bürgermeister.
Die letzten Gemeinderatswahlen ergaben folgende Sitzverteilungen:
| Partei                | 2021 | 2016 |
| --------------------- | ---- | ---- |
| CDU                   | 11   | 11   |
| SPD                   | 9    | 10   |
| Bündnis 90/Die Grünen | 6    | 4    |
| FDP                   | 3    | 4    |
| Freie Wähler          | 2    | 2    |
| Die Linke             | 1    | 1    |

### Bürgermeister
Bürgermeister der Gemeinde Hude ist Jörg Skatulla (parteilos für die SPD). In der Stichwahl 2021 wurde er mit 56,47 Prozent der Stimmen gegen Stephan Tapper (parteilos) gewählt. Im ersten Wahlgang erhielt Skatulla 28,71 Prozent der Stimmen.
Liste ehemaliger Bürgermeister
- 2014–2021: Holger Lebedinzew (parteilos)
- 1998–2014: Axel Jahnz (SPD)

### Wappen

#### Gemeindewappen (nach der Eingemeindung von Wüsting)
| Wappen von Hude | Blasonierung: „Über blauem Schildfuß, darin in der Fersenstelle ein goldenes Schild belegt mit einem blauen Quadrat, darin vier goldene Windmühlenflügel mit schwarzen Flügelruten und roter Achse, eine rote Kirchenruine in Gold mit zwei von Pfeilern gestützten Spitzbogen, darüber je zwei kleine Spitzbogen.“ |
| Wappen von Hude | Wappenbegründung: Im oberen Teil des Gemeindewappens wird des ehemaligen Zisterzienserklosters gedacht. Im unteren Wappenteil symbolisieren die vier Windmühlenflügel die damaligen Schöpfmühlen, die das Landschaftsbild des Gemeindegebietes prägten. Holländische Siedler stellten diese markanten Mühlen auf und legten Entwässerungsgräben um ihre Felder an, da in den nassen Jahren das Binnenwasser der damaligen Vogtei Wüstenlande nicht abfloss. Die Farben Gold, Rot und Blau im Gemeindewappen weisen auf die Wappenfarben von Oldenburg hin. |

#### Gemeindewappen (vor der Eingemeindung von Wüsting)
Das ehemalige Kommunalwappen der Gemeinde Hude stammt von dem Heraldiker Manfred Furchert. Das Wappen wurde 1948 vom Niedersächsischen Minister des Innern verliehen.
| Wappen von Hude | Blasonierung: „Über blauem Schildfuß in Gold eine rote Ruinenwand mit drei Pfeilern; im Erdgeschoss zwei spitzbogige Tore, oben zwei Spitzbogenfensterpaare.“                                  |
| Wappen von Hude | Wappenbegründung: Im Wappen der Gemeinde wird des ehemaligen Klosters gedacht. Durch die Farben Gold, Rot und Blau im Gemeindewappen soll an die Wappenfarben von Oldenburg angespielt werden. |

### Partnerschaften
Die Partnergemeinden der Gemeinde Hude sind:
| Stadt                 | Land        | seit |
| --------------------- | ----------- | ---- |
| Arnage                | Frankreich  | 1983 |
| Kröpelin              | Deutschland | 1991 |
| Fiume Veneto          | Italien     | 2002 |
| Nowe Miasto Lubawskie | Polen       | 2003 |
| Šalčininkai           | Litauen     | 2015 |

## Kultur und Sehenswürdigkeiten
Siehe auch Liste der Baudenkmale in Hude (Oldenburg)

### Bauwerke

#### St.-Elisabeth-Kirche

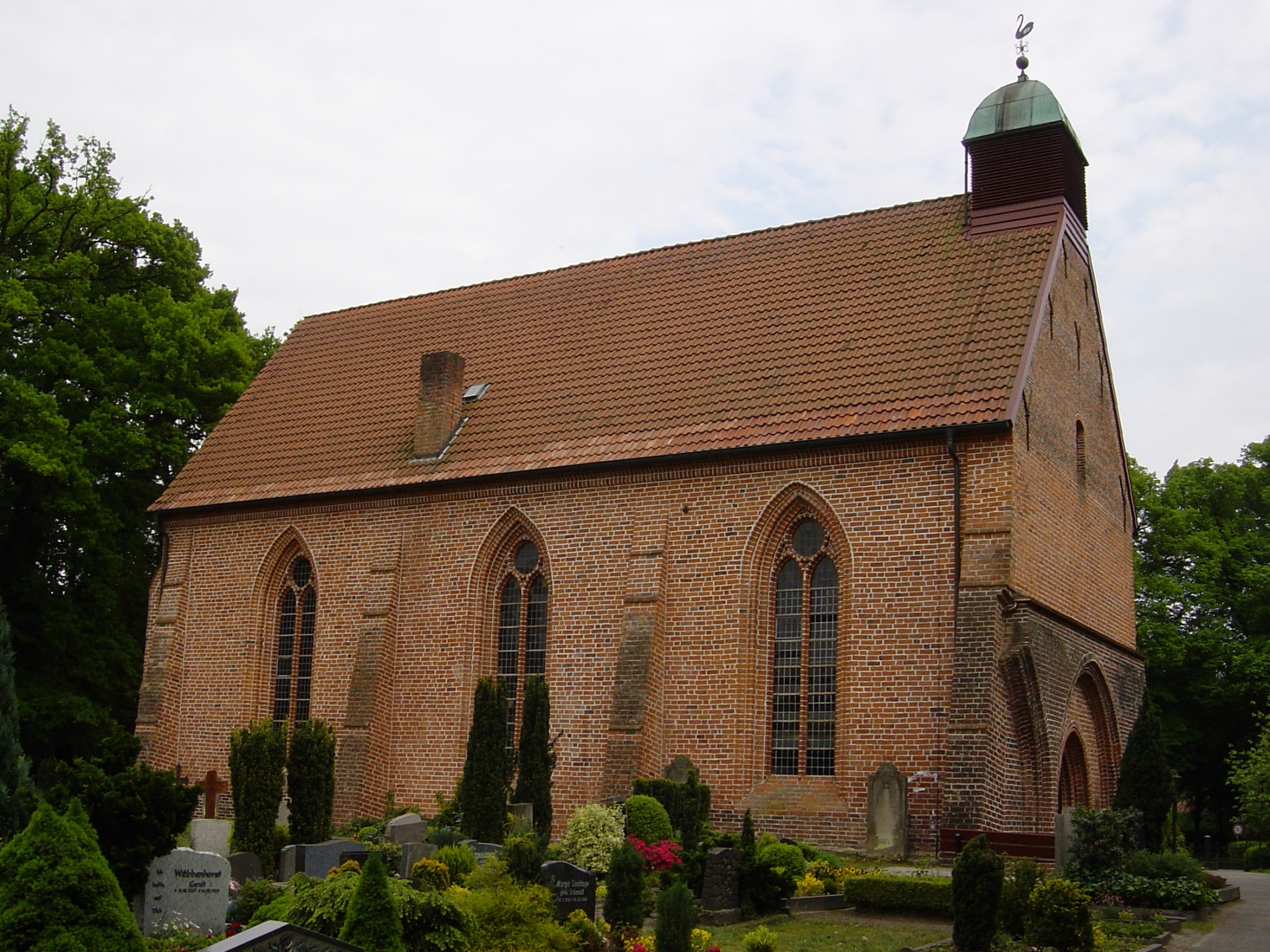
St.-Elisabeth-Kirche

Die heutige evangelisch-lutherische St.-Elisabeth-Kirche wurde um 1300 als Torkapelle des Zisterzienserklosters errichtet. Der frühgotische Backsteinbau dient seit etwa 1548 als evangelische Pfarrkirche. In ihr befinden sich Wandmalereien aus der Entstehungszeit und eine Kanzel von 1672. Auf dem neben der Kirche liegenden Friedhof befindet sich ein Gedenkstein für Generalfeldmarschall Erwin von Witzleben, der wegen seiner Teilnahme am Widerstand des 20. Juli 1944 hingerichtet wurde.

#### Kloster Hude

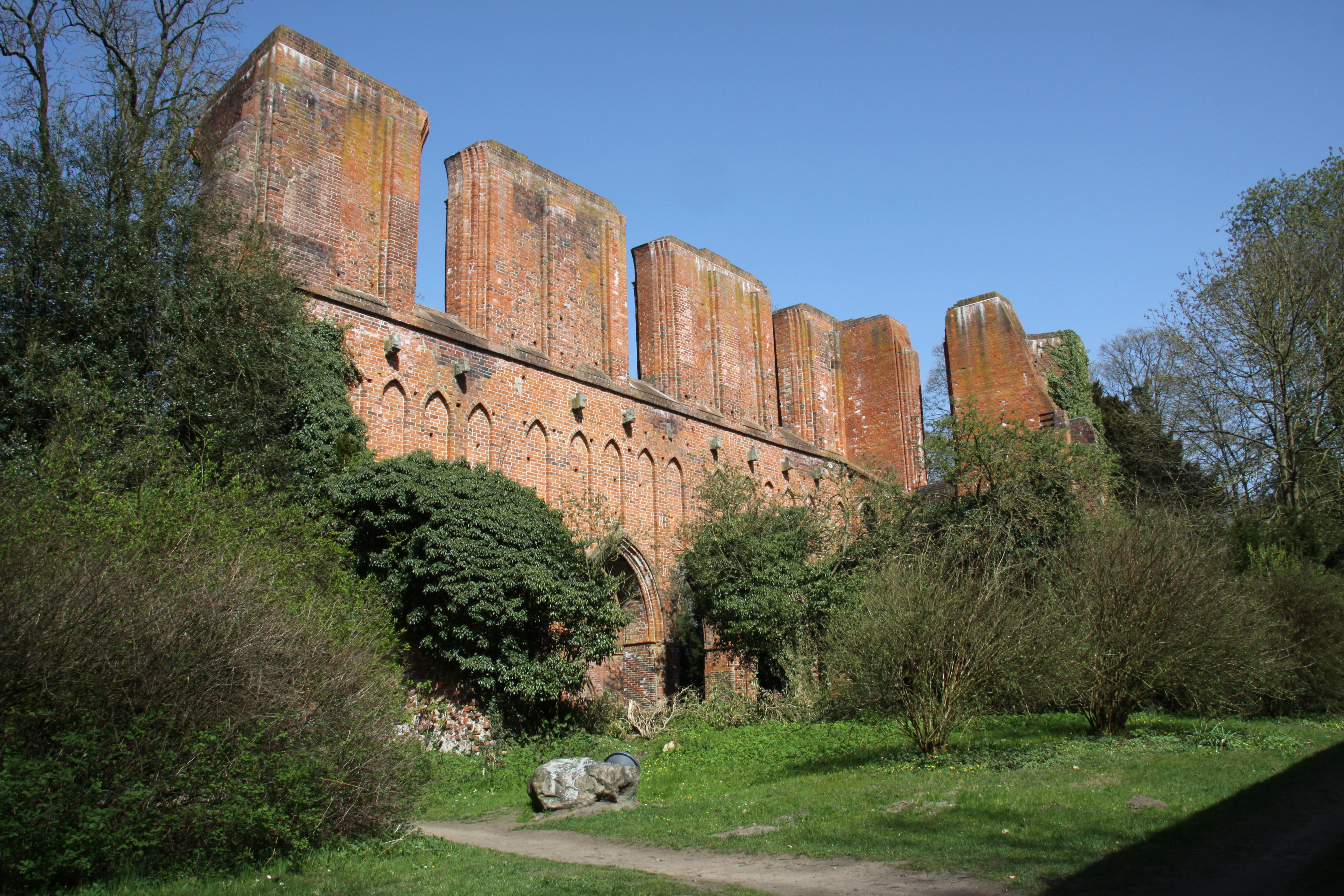
Klosterruine Hude

Das Kloster wurde durch den Zisterzienserorden 1232 gegründet. Von der im 13. Jahrhundert im Stil der Backsteingotik errichteten Anlage sind Teile der ehemals dreischiffigen Klosterkirche als Ruine sowie die Torkapelle (heute St.-Elisabeth-Kirche) und das Abthaus erhalten.

#### Raffinerie und Haus Marienhude

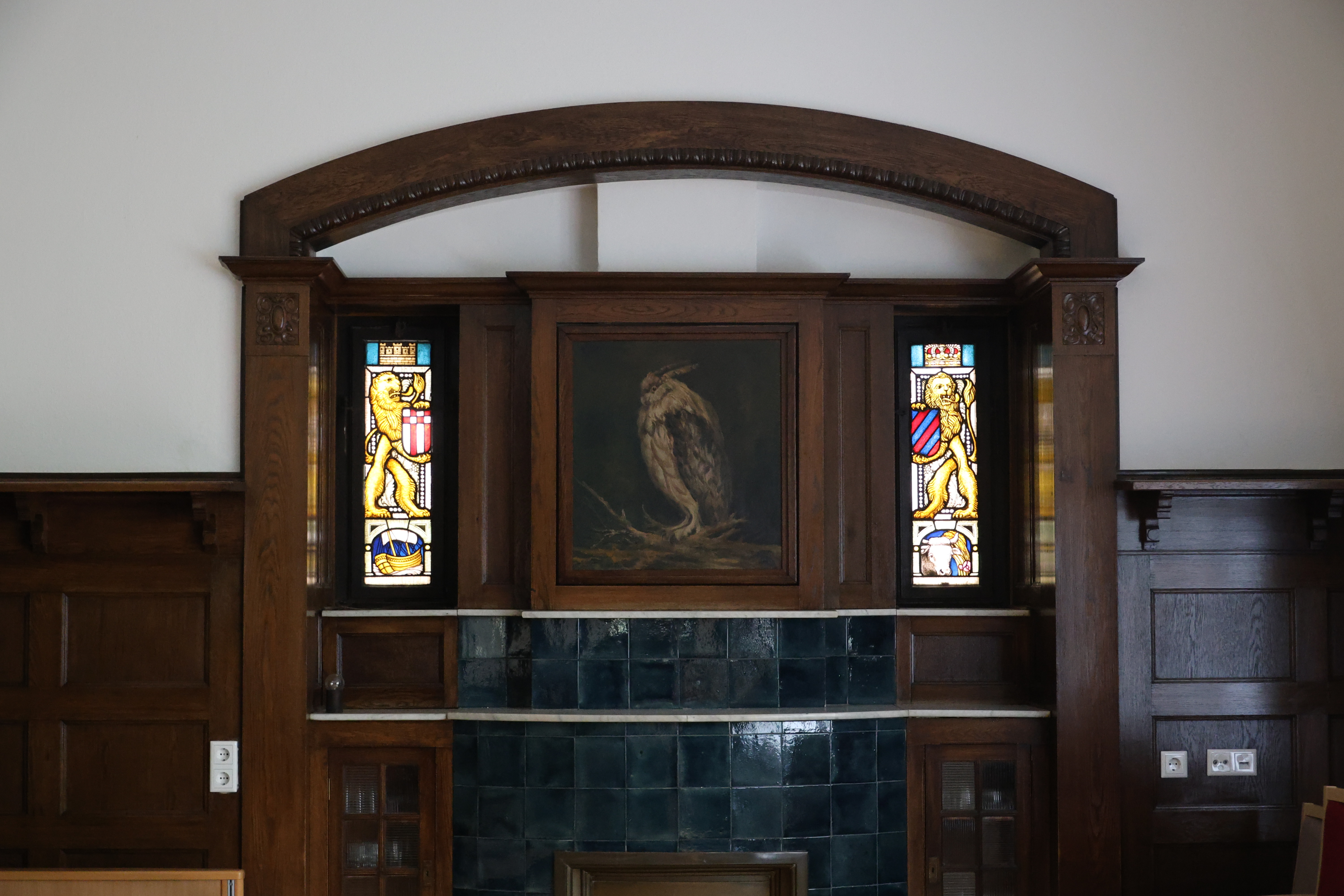
Innenansicht des Hauses Marienhude

Im südlichen Teil von Hude befand sich um 1900 eine Raffinerie für die Herstellung von Benzin, welches unter dem Namen Hudolin verkauft wurde. Die Fabrik war das Stammwerk der Bremer Firma „Chemische Fabriken AG“ und war bis 1933 in Betrieb. Nach Betriebsende wurden große Teile der Fabrik abgerissen und an ihrer Stelle Wohnhäuser errichtet. Von der Fabrik geblieben sind lediglich wenige Gebäude, besonders sehenswert ist davon die 1905 gebaute Fabrikantenvilla Bornemann „Haus Marienhude“, die nach mehreren anderen Nutzungen 1986 zu einer Bildungsstätte für den Zivildienst unter Trägerschaft des Diakonischen Werkes der Evangelischen Kirche Oldenburg umgewandelt wurde. Heute ist sie ein Wohnheim für alte Menschen.

#### Weitere Bauwerke
- Ev. Kirche St. Dionysius in Holle-Wüsting, 1277 erwähnt, 1741 um den Chor erweitert, Westturm von 1868, der 1945 gesprengt wurde und danach durch Dachreiter ersetzt.
- Viele ältere Bauernhäuser u. a. in Gellen, Hasbruch, Holle, Hudermoor, Hurrel, Kimmen, Maibusch, Nordenholzermoor, Tweelbäke und Wüsting (siehe o.a. Liste)
- Holler Mühle vom Ende des 19. Jhs. als Galerieholländer auf achteckigem Sockel, heute ohne Flügel
- Fabrikantenvilla Bornemann von 1907, Lerchenstraße 1a, heute Tagespflegeheim und Wohnhaus

### Skulpturenufer
Südlich des Ortskerns von Hude sind 45 Skulpturen auf einer 1,4 ha großen Wiese parallel zum Huder Bach im Freien aufgestellt. Das Huder Skulpturenufer wurde im Mai 1992 eröffnet. Es ist durch Zusammenarbeit der Gemeinde Hude, der Aktionsgemeinschaft für Hude und des Bildhauers Wolf E. Schultz, der seit 1983 in Hude lebt, entstanden. Ein Vorläufer des Skulpturenufers ist der 1985 angelegte Skulpturenweg.

### Planetenweg
Von Wüsting aus (Sonne) führt ein Planetenlehrpfad nach Hude (Pluto). Er ist im Maßstab 1:1 Mrd. angelegt und soll die Größenverhältnisse unseres Sonnensystems veranschaulichen und erlebbar machen. Die Pfadlänge beträgt daher rund 6 km. Das Modell der Sonne besteht aus einem ARIANE-5-Tank, die Planeten sind auf Bronzetafeln dargestellt, die sich entlang des Pfades aufreihen.

## Wirtschaft, Verkehr und Infrastruktur

Strecken der Regio-S-Bahn

### Landwirtschaft
Die Anzahl der landwirtschaftlichen Betriebe (Stand 1995) beträgt 323. Davon erreicht mehr als ein Drittel der Betriebe eine Mindestgröße von 30 ha.

### Wirtschaft
In Hude sind als große Arbeitgeber von überregionaler Bedeutung die Amazonen-Werke (Landmaschinen), sowie die Firma Labom (industrielle Messtechnik) vertreten. Darüber hinaus gibt es eine Reihe kleinerer Betriebe.
6.898 Menschen sind am Wohnort sozialversicherungspflichtig beschäftigt. 2.422 Menschen pendeln für ihre Tätigkeit nach Hude.  5.342 pendeln zu ihrer Tätigkeit außerhalb der Gemeinde. (Stand 30. Juni 2022)

### Verkehr

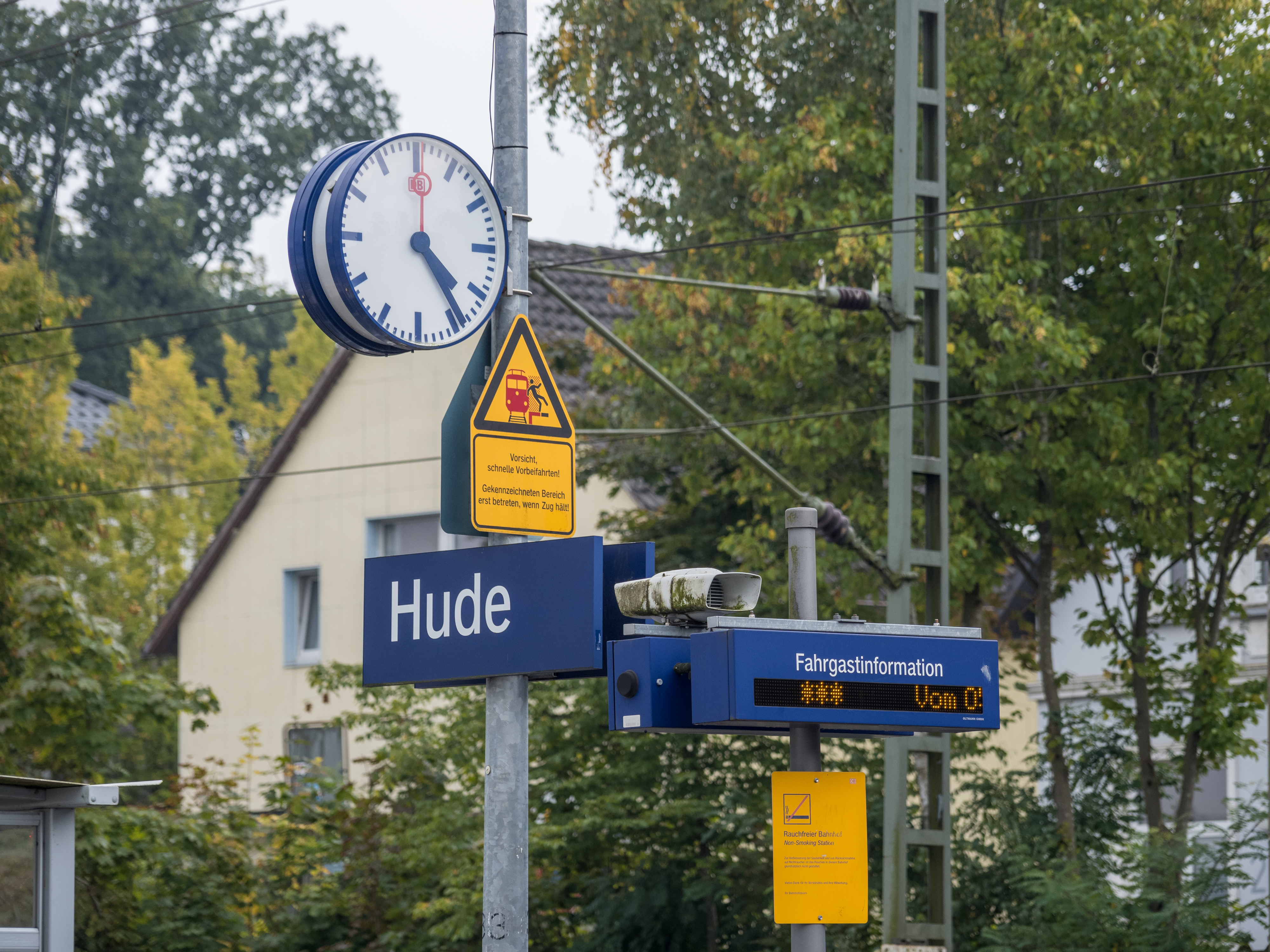
Bahnstation Hude

Der Bahnhof Hude wird von Regionalbahnen/Regional-Express der Relationen Nordenham–Bremen und Oldenburg–Bremen bedient. Seit dem 12. Dezember 2010 ist Hude mit zwei Linien an das Netz der S-Bahn Bremen angebunden. Mit der Einführung der Linie RS30 bedient nun auch eine dritte Linie den Bahnhof.
Seit Dezember 2013 ist der Bahnhof auch an das Fernverkehrsnetz der Deutschen Bahn angeschlossen. Die Intercity-Züge aus oder in Richtung Bremen–Hannover–Leipzig halten hier. Als Besonderheit können diese IC westlich von Bremen mit Fahrausweisen des Regionalverkehrs genutzt werden.

### Sport
Die Gemeinde Hude verfügt über ein sportliches Angebot bestehend aus mehreren Vereinen und Sportstätten. Der FC Hude stellt Fußballmannschaften im Jugend-, Damen-, und Herrenbereich. Ebenso sind der SV Wüsting-Altmoorhausen als auch TUS Vielstedt im Fußball aktiv. Der Turnverein Hude von 1895 e. V. verfügt über ein breites Sportprogramm und hat u. a. eine Gruppe Rollstuhltanz. Die HSG Hude-Falkenburg bietet Handball im Jugend-, Damen- und Herrenbereich an. Die erste Damenmannschaft spielt derzeit in der Regionalliga.
Am Vielstedter Kirchweg gelegen findet sich das Sport- und Schulzentrum. Hier finden sich der Sportplatz am Huder Bach, heute ein Kunstrasenfeld mit Laufbahn, sowie entsprechende Nebenplätze und ein Beachvolleyball- und Beachhandballfeld. Die Umgestaltung der Sportanlage des Hauptplatzes von einem Naturrasenplatz und einer Aschenbahn erfolgte, um eine höhere Auslastung des Sportbetriebs zu gewährleisten. Dieser litt unter schlechten Platzverhältnissen. Ebenso finden sich dort die Jahnhalle, welche der TV Hude nutzt, und die Mehrzweckhalle am Huder Bach, welche für den schulischen Sportbetrieb als auch für Vereinssport genutzt wird. Das Waldstadion, welches flussabwärts neben dem Naturbad gelegen ist, wird durch den FC Hude genutzt.
In Bahnhofsnähe am Schützenplatz befindet sich das Huder Hallenbad. Es verfügt über ein Kleinkinderbecken, ein Schwimmbecken mit absenkbarem Boden sowie ein 1m- und 3m-Sprungbrett.

### Sonstiges
In der Gemarkung Hude befindet sich die Ahnenstätte Hilligenloh, eine von insgesamt zwei solcher Stätten im Oldenburger Land. Sie geht zurück auf Mathilde Ludendorff und den von ihr gegründeten Bund für Gotteserkenntnis, von dem sich der Trägerverein aber inzwischen distanziert hat.
Neue Bekanntheit erlangte die Gemeinde Hude durch den Podcast Baywatch Berlin mit dem Entertainer Klaas Heufer-Umlauf, dem TV-Producer Jakob Lundt und dem Creative Producer Thomas Schmitt.

## Persönlichkeiten

### Söhne und Töchter der Gemeinde
- Anton Günther von Münnich (1650–1721), Oberdeichgraf verschiedener Küstenstaaten an der Nordsee
- Hayno Focken (1867–1940), Buchhändler und Dichter
- Friedrich Lohse (1872–1931), Politiker (DVP), Landtagsabgeordneter
- Heinz Witte-Lenoir (1880–1961), Kunstmaler, geboren in Lintel
- Johann Blankemeyer (1898–1982), Politiker (NSDAP), Reichstagsabgeordneter, geboren in Kirchkimmen
- Helmut Poppendick (1902–1994), Arzt, Chef des Persönlichen Stabs beim Reichsarzt SS und Polizei
- Ralf Voigt (* 1964), Fußballtrainer und ehemaliger Fußballspieler
- Familie Witzleben (Adelsgeschlecht) der Liebensteiner und Wendelsteiner Linie u. a. Agnes von Witzleben (1761–1788) Oberhofmeisterin bei der Herzogin von Holstein-Oldenburg, verheiratet mit Friedrich Leopold Reichsgraf zu Stolberg (1750–1819), Übersetzer und Dichterjurist, Ernst von Witzleben (1810–1874), Gutsherr auf Hude und Elmeloh, Eduard von Witzleben (1850–1920), Generalmajor[33]

### Personen, die mit der Gemeinde in Verbindung stehen
- Diedrich Konrad Muhle (1780–1869), Pfarrer und Chronist
- Gerd Achgelis (1908–1991), Kunstflieger und Flugzeugentwickler, gestorben in Hude
- Stuart Heydinger (1927–2019), britischer Pressefotograf, gestorben in Hude